# Divizia A 1997-1998
La Divizia A 1997-1998 è stata la 80ª edizione della massima serie del campionato di calcio rumeno, disputato tra il 2 agosto 1997 e il 2 maggio 1998 e concluso con la vittoria finale della Steaua București, al suo ventesimo titolo e sesto consecutivo.
Capocannoniere del torneo fu Vasile Oană (Gloria Bistrița), con 22 reti.

## Formula
Come nella stagione precedente le squadre partecipanti furono 18 e disputarono un turno di andata e ritorno per un totale di trentaquattro partite.
Le ultime tre classificate retrocedettero in Divizia B.
Le qualificate alle coppe europee furono cinque: la vincente alla UEFA Champions League 1998-1999, seconda e terza alla Coppa UEFA 1998-1999, la vincente della coppa di Romania alla coppa delle Coppe 1998-1999 più un'altra squadra alla Coppa Intertoto 1998.

## Classifica finale
|    | Classifica            | G  | V  | N | P  | GF | GS  | Dif | Pt |
| -- | --------------------- | -- | -- | - | -- | -- | --- | --- | -- |
| 1  | Steaua București      | 34 | 25 | 5 | 4  | 83 | 36  | +47 | 80 |
| 2  | Rapid București       | 34 | 24 | 6 | 4  | 70 | 24  | +46 | 78 |
| 3  | FC Argeș Pitești      | 34 | 20 | 5 | 9  | 56 | 38  | +18 | 65 |
| 4  | Oțelul Galați         | 34 | 20 | 4 | 10 | 54 | 28  | +26 | 64 |
| 5  | Național București    | 34 | 18 | 6 | 10 | 57 | 40  | +17 | 60 |
| 6  | Dinamo București      | 34 | 17 | 4 | 13 | 66 | 50  | +16 | 54 |
| 7  | CSM Reșița            | 34 | 15 | 6 | 13 | 55 | 49  | +6  | 51 |
| 8  | Universitatea Craiova | 34 | 15 | 4 | 15 | 65 | 46  | +19 | 49 |
| 9  | Ceahlăul Piatra Neamț | 34 | 14 | 7 | 13 | 46 | 49  | -3  | 49 |
| 10 | FCM Bacău             | 34 | 12 | 9 | 13 | 41 | 42  | -1  | 45 |
| 11 | Gloria Bistrița       | 34 | 13 | 5 | 16 | 56 | 63  | -7  | 44 |
| 12 | Farul Constanța       | 34 | 13 | 4 | 17 | 36 | 52  | -16 | 43 |
| 13 | U Cluj                | 34 | 11 | 7 | 16 | 42 | 40  | +2  | 40 |
| 14 | Petrolul Ploiești     | 34 | 11 | 7 | 16 | 41 | 45  | -4  | 40 |
| 15 | Foresta Suceava       | 34 | 10 | 9 | 15 | 32 | 41  | -9  | 39 |
| 16 | Chindia Târgoviște    | 34 | 10 | 8 | 16 | 40 | 67  | -27 | 38 |
| 17 | Sportul Studențesc    | 34 | 5  | 4 | 25 | 32 | 65  | -33 | 19 |
| 18 | Jiul Petroșani        | 34 | 3  | 1 | 30 | 19 | 116 | -97 | 10 |

### Verdetti
- Steaua București Campione di Romania 1997-98.
- Chindia Târgoviște, Sportul Studențesc București e Jiul Petroșani retrocesse in Divizia B.

### Qualificazioni alle Coppe europee
- UEFA Champions League 1998-1999: Steaua București ammesso al secondo turno preliminare.
- Coppa UEFA 1998-1999: FC Argeș Pitești e Oțelul Galați ammesse al turno preliminare.
- Coppa Intertoto 1998: National Bucarest ammesso al primo turno.